# Catocala neonympha
Catocala neonympha és una espècie de papallona nocturna de la subfamília Erebinae i la família Erebidae. Es troba al sud-oest de Rússia, Ucraïna, el Kazakhstan, Turquia oriental, l'Iraq, Armènia, Kurdistan, Afganistan, Massís de l'Altai i sud de Sibèria.
Els adults han estat enregistrats volant durant l'agost.
Les larves s'alimenten de Glycyrrhiza glabra i possiblement d'espècies de Quercus. Les larves es poden trobar de maig a juliol.

## Subespècies
- Catocala neonympha neonympha
- Catocala neonympha osthelderensis Hacker, 1990
- Catocala neonympha variegata (Warren, 1913)